# Anni 1310
Gli anni 1310 sono il decennio che comprende gli anni dal 1310 al 1319 inclusi.

## Eventi, invenzioni e scoperte
- Periodo della Grande carestia del 1315-1317.

## Personaggi
- Giovanni Boccaccio nasce nel luglio 1313